# 180 f.Kr.

## Händelser

### Efter plats

#### Grekland
- Efter att i tre år ha intrigerat mot sin yngre bror Demetrios, inklusive att anklaga honom för att stå efter den makedoniska tronen och vara allierad med Rom, övertalar Perseus sin far kung Filip V att låta avrätta Demetrios.

#### Romerska republiken
- Rom slutför sitt underkuvande av hela Italien genom att besegra ligurerna i ett slag nära nuvarande Genua. Rom deporterar sedan 40 000 ligurer till andra områden inom republiken.
- Lucca blir en romersk koloni.

#### Egypten
- Ptolemaios VI Filometor, härskar, sex år gammal, som medregent till sin mor, Kleopatra I, som, trots att hon är dotter till en seleukidisk kung, inte ställer sig på kung Seleukos IV:s sida och förblir på god fot med Rom.
- Efter Aristofanes från Byzantion död blir Aristarchos från Samothrakien bibliotekarie i Alexandria.

#### Baktrien
- Demetrios I inleder sin invasion av nordvästra Indien, efter att Mauryadynastin tidigare har störtats av generalen Pusyamitra Sunga.
- Apollodotos I, en av Demetrios I:s av Baktrien generaler, blir kung av de västra och södra delarna av det indisk-grekiska kungariket, från Taxila i Punjab till områden vid Sindh och möjligen Gujarat. Han förhåller sig lojal med Demetrios I.

#### Kina
- Wendi-kejsaren av Handynastin tillträder den kinesiska tronen efter änkekejsarinnan Lü död.

## Födda
- Apollodoros från Aten, grekisk vetenskapsman och grammatiker (död omkring 120 f.Kr.)
- Viriathus, lusitanisk hövding och general (död 139 f.Kr.)

## Avlidna
- Lucius Valerius Flaccus, romersk statsman, konsul 195 f.Kr., censor 183 f.Kr. och kollega till Cato den äldre
- Aristofanes från Byzantion, grekisk vetenskapsman, kritiker och grammatiker, särskilt känd för sitt arbete om Homeros, men också om andra klassiska författare som Pindaros och Hesiodos. Efter tidiga studier under kända vetenskapsmän i Alexandria har han där varit huvudbibliotekarie sedan omkring 195 f.Kr. (född 257 f.Kr.)
- Änkekejsarinnan Lü, de fakto-härskare av den kinesiska Handynastin, änka till dynastins grundare Liu Bang
- Liu Hong, den fjärde kejsaren av den kinesiska Handynastin (avrättad efter änkekejsarinnan Lüs död)